# Iztok Saksida
Iztok Saksida - Sax, Slovenski sociolog, glasbenik, pesnik in arheolog, * 28. julij 1953, Jesenice, † 26. april 1998, Velika Raduha. 
Skupaj z Jožetom Vogrincem, Rastkom Močnikom, Nedo Pagon in drugimi član uredništva založbe Studia Humanitatis. Eden bolj pomembnih socialnih antropologov in sociologov kulture na slovenskem. V osemdesetih član glasbene zasedbe D'Pravda, ki je bila ena od ključnih akterjev slovenskega gibanja RIO (Rock in oposition), poleg ansamblov Begnagrad in SRP. 